# Russian Roulette (Accept)
Russian Roulette is het zevende studioalbum van de Duitse band Accept.
Na dit album verlieten zanger Udo Dirkschneider en gitarist Jörg Fischer de groep.

## Nummers
1. T.V. War (3:27)
2. Monsterman (3:25)
3. Russian Roulette (5:22)
4. It's Hard to Find a Way (4:19)
5. Aiming High (4:26)
6. Heaven Is Hell (7:12)
7. Another Second to Be (3:19)
8. Walking in the Shadow (4:27)
9. Man Enough to Cry (3:14)
10. Stand Tight (4:05)
11. Metal Heart, live (5:23) - niet op elke albumversie aanwezig
12. Screaming for a Love-Bite, live (4:25) - niet op elke albumversie aanwezig

## Bezetting
- Udo Dirkschneider - zang
- Wolf Hoffmann - gitaar
- Jörg Fischer - gitaar
- Peter Baltes - basgitaar
- Stefan Kaufmann - drums